# كارولين نيكولز تشيرشل
كارولين نيكولز تشيرشل (بالإنجليزية: Caroline M. Nichols Churchill)‏ هي نسوية ‏ وسفرجات وصحفية أمريكية، ولدت في 23 ديسمبر 1833 في بيكرينغ في كندا، وتوفيت في 14 يناير 1926 في كولورادو سبرينغس في الولايات المتحدة.